# Serhij Borysenko (żużlowiec)
Serhij Borysenko, ukr. Сергій Борисенко (ur. 10 czerwca 1993) – ukraiński żużlowiec.

## Życiorys
Złoty medalista młodzieżowych indywidualnych mistrzostw Ukrainy w klasie 125 ccm (2007). Srebrny medalista indywidualnych mistrzostw Ukrainy (2009). Finalista drużynowych mistrzostw Europy (Divišov 2010 – IV miejsce).